# Francesco Crociani
Francesco Crociani (Montepulciano, 1781 – 1861) è stato un collezionista d'arte e religioso italiano.

## Biografia
Francesco Crociani fu sacerdote e primicerio della cattedrale poliziana.
Grande appassionato e collezionista di pittura dei secoli XVII-XVIII, giunse a raccogliere nella sua abitazione, in Via dell'Opio nel Corso a Montepulciano, quasi duecento dipinti.
Crociani riuscì a mettere insieme una raccolta di opere prevalentemente provenienti dalla scuola toscana e significativi dipinti emiliani, veneti e fiamminghi.
Alla morte di Crociani, avvenuta nel 1861, la collezione passò, secondo le sue disposizioni testamentarie, al comune di Montepulciano, affinché andasse a costituire una pubblica pinacoteca.
A lui è dedicato il Museo civico di Montepulciano.